# Myrmecocystus
Genre
Myrmecocystus est un genre de fourmis (aussi appelées fourmi pot-de-miel) vivant dans les régions sèches d'Amérique du Nord et ayant la particularité d'avoir des ouvrières qui restent dans le nid de la colonie et qui servent littéralement de réservoirs vivants.

## De véritables réservoirs vivants
Les Myrmecocystus sont aussi appelées « fourmis mellifères », bien qu'elles ne produisent pas de réel miel mais plutôt un miellat. Elles accumulent le nectar récolté par les ouvrières qui reviennent au nid et qui leur transfèrent par trophallaxie. Elles fabriquent ensuite du miellat qu'elles stockent dans leur gastre, servant ainsi de réservoirs. Cette nourriture riche en sucre sera utilisée les jours de disette.

## Liste des espèces
Selon ITIS (9 janvier 2019) :
- Myrmecocystus christineae Snelling, 1982
- Myrmecocystus colei Snelling, 1976
- Myrmecocystus creightoni Snelling, 1971
- Myrmecocystus depilis Forel, 1901
- Myrmecocystus ewarti Snelling, 1971
- Myrmecocystus flaviceps Wheeler, 1912
- Myrmecocystus hammettensis Cole, 1938
- Myrmecocystus intonsus Snelling, 1976
- Myrmecocystus kathjuli Snelling, 1976
- Myrmecocystus kennedyi Snelling, 1969
- Myrmecocystus koso Snelling, 1976
- Myrmecocystus lugubris Wheeler, 1909
- Myrmecocystus melanoticus Wheeler, 1914
- Myrmecocystus melliger Forel, 1886
- Myrmecocystus melliger (Llave, 1832)
- Myrmecocystus mendax Wheeler, 1908
- Myrmecocystus mexicanus Wesmael, 1838
- Myrmecocystus mimicus Wheeler, 1908
- Myrmecocystus navajo Wheeler, 1908
- Myrmecocystus nequazcatl Snelling, 1976
- Myrmecocystus perimeces Snelling, 1976
- Myrmecocystus placodops Forel, 1908
- Myrmecocystus pyramicus Smith, 1951
- Myrmecocystus romainei Snelling, 1975
- Myrmecocystus semirufus Emery, 1893
- Myrmecocystus snellingi Bolton, 1995
- Myrmecocystus tenuinodis Snelling, 1976
- Myrmecocystus testaceus Emery, 1893
- Myrmecocystus wheeleri Snelling, 1971
- Myrmecocystus yuma Wheeler, 1912